# Ninjas & Superspies
Ninjas & Superspies è un gioco di ruolo scritto da Erick Wujcik e pubblicato nel 1988 dalla Palladium Books. Il gioco è ispirato ai film di spionaggio e di arti marziali, come la serie di James Bond o i film d'azione prodotti a Hong Kong. A questo scopo il regolamento contiene regole per gestire arti marziali e poteri mistici, così come per interpretare spie con gadget, miglioramenti cibernetici e altri giocattoli tecnologici. Il supplemento Mystic China introduce classi di personaggio, arti marziali e materiale per campagne basate su elementi della cultura cinese tradizionale, come il Feng Shui, la geomanzia, preti taoisti, ecc..

## Meccaniche di gioco
I personaggi in Ninjas & Superspies hanno diverse opzioni. Possono essere membri di un dojo di arti marziali, agenti operativi per un governo, membri di un'agenzia di spionaggio indipendente, soldati coinvolti in operazioni di controspionaggio o anche investigatori privati, secondo la Occupational Character Class (O.C.C., le classi di personaggio basate sulla professione nel Megaversal System). Ogni O.C.C. fornisce un'età base che viene modificata dall'addestramento al combattimento ricevuto dal personaggio e, in alcuni casi, da quanto tempo ha trascorso in prigione. Secondo la loro O.C.C. i personaggi conoscono molto bene alcune abilità principali, più alcune abilità secondarie. I personaggi creati usando il supplemento Mystic China possono usare un sistema di scelta delle abilità libero. Praticamente tutti i personaggi hanno accesso a contatti dipendenti dalla loro professione: un artista marziale conoscerà persone dell'ambiente dei combattimenti di arti marziali, un agente segreto avrà contatti con altri operativi con cui ha lavorato nel passato, un ladro con persone conosciute in galera, ecc...
Anche se le meccaniche di gioco sono basate sul Megaversal System della Palladium, sono presenti alcuni elementi unici. Il sistema di combattimento di Ninjas & Superspies è molto più dettagliato di quello di altri giochi della Palladium e prevede molte più opzioni per l'attacco e la difesa, accoppiate alle varie arti marziali previste. Invece delle quattro forme di combattimento previste normalmente ("base", "esperto", "assassino" e "arti marziali") in Ninjas & Superspies ci sono più di quaranta stili di combattimento, con altri aggiunti da Mystic China. Questi sono astratti rispetto controparti reali sui quali sono basati, per cercare di mantenere la sensazione di stili di combattimento individuali, senza dover eccessivamente dettagliarne le meccaniche. Alcune arti marziali hanno forme di attacco e difesa o offrono poteri unici, ma la maggior parte sono basate su una lista espansa di manovre standard, che combinate con poteri speciali delle arti marziali permettono di creare stili individuali.
Secondo Rick Swan in The Complete Guide to Role-Playing Games le regole per la cibernetica, pur divertenti, non si integrano bene con il resto del materiale e sembrano aggiunte da altre regole solo per ampliare il gioco.
Il manuale contiene solo alcune linee guida per il master e presenta lo schema di alcuni scenari. 
Ninjas & Superspies incorpora anche l'idea orientale del Chi che viene presentata come una forza vitale presente nel mondo che può essere diretta da individui appositamente addestrati. Questo concetto è presente anche in altri giochi della Palladium, generalmente presentato come un aspetto dell'energia metapsichica. Altri elementi di misticismo orientale sono presenti soprattutto nel supplemento Mystic China.

## Edizioni
- Erick Wujcik (1988). Ninjas & Superspies.
- Erick Wujcik (1990). Ninjas & Superspies. ISBN 0-916211-31-2. Revisione dell'edizione originale con alcune regole leggermente modificate per maggiore compatibilità con altri regolamenti della Palladium.
- Erick Wujcik (1995). Mystic China. ISBN 0-916211-77-0. Supplemento compatibile anche con Heroes Unlimited, Teenage Mutant Ninja Turtles & Other Strangeness, Beyond the Supernatural e con regole di conversione per Rifts